# Jeřeň
Jeřeň (německy Girschen) je malá vesnice, část obce Valeč v okrese Karlovy Vary v Karlovarském kraji. Nachází se asi jeden kilometr jižně od Valče. Jeřeň je také název katastrálního území o rozloze 4,26 km².

## Historie
První písemná zmínka o vesnici pochází z roku 1280.

## Přírodní poměry
Katastrální území Jeřeň leží na jihovýchodním okraji Doupovských hor. Jejich výběžkem je vrch Orlík (551 metrů) u východní hranice území, jehož vrcholová plošina byla lidmi využívána během několika období pravěku a také v raném středověku.

## Obyvatelstvo
Při sčítání lidu v roce 1921 zde žilo 194 obyvatel (z toho 99 mužů), z nichž byli čtyři Čechoslováci a 199 Němců. Všichni se hlásili k římskokatolické církvi. Podle sčítání lidu z roku 1930 měla vesnice 175 obyvatel: jedenáct Čechoslováků a 164 Němců. Kromě pěti židů byli římskými katolíky.
|                                                                | 1869 | 1880 | 1890 | 1900 | 1910 | 1921 | 1930 | 1950 | 1961 | 1970 | 1980 | 1991 | 2001 | 2011 | 2021 |
| -------------------------------------------------------------- | ---- | ---- | ---- | ---- | ---- | ---- | ---- | ---- | ---- | ---- | ---- | ---- | ---- | ---- | ---- |
| Obyvatelé                                                      | 185  | 238  | 236  | 187  | 200  | 194  | 175  | 96   | 77   | 49   | 25   | 11   | 7    | 8    | 13   |
| Domy                                                           | 34   | 37   | 37   | 38   | 37   | 38   | 38   | 16   | —    | 8    | 4    | 16   | 14   | 13   | 15   |
| Počet domů z roku 1961 je zahrnut v domech místní části Valeč. |      |      |      |      |      |      |      |      |      |      |      |      |      |      |      |

## Obecní správa
Při sčítání lidu v letech 1869–1950 Jeřeň byl samostatnou obcí, se kterým patřil nejprve do okresu Žlutice, ale v roce 1950 v okrese Podbořany. Od roku 1956 je částí obce Valeč v okrese Karlovy Vary.

## Pamětihodnosti
- Na pozemku u domu čp. 23 stávala od třináctého do šestnáctého století zdejší tvrz. Dochovalo se po ní okrouhlé tvrziště a část vodního příkopu na východní straně.[10]
- Křížový kámen
- Vrch Orlík byl lidmi využíván už v období mladého či pozdního paleolitu a během mezolitu. V závěru doby bronzové bylo na vrchu vybudováno hradiště chráněné dvojicí valů a na sklonku raného středověku byl kopec využit ke zřízení kolonizačního provizoria, s nímž může souviset příkop u severní vyhlídky.[11]

## Galerie

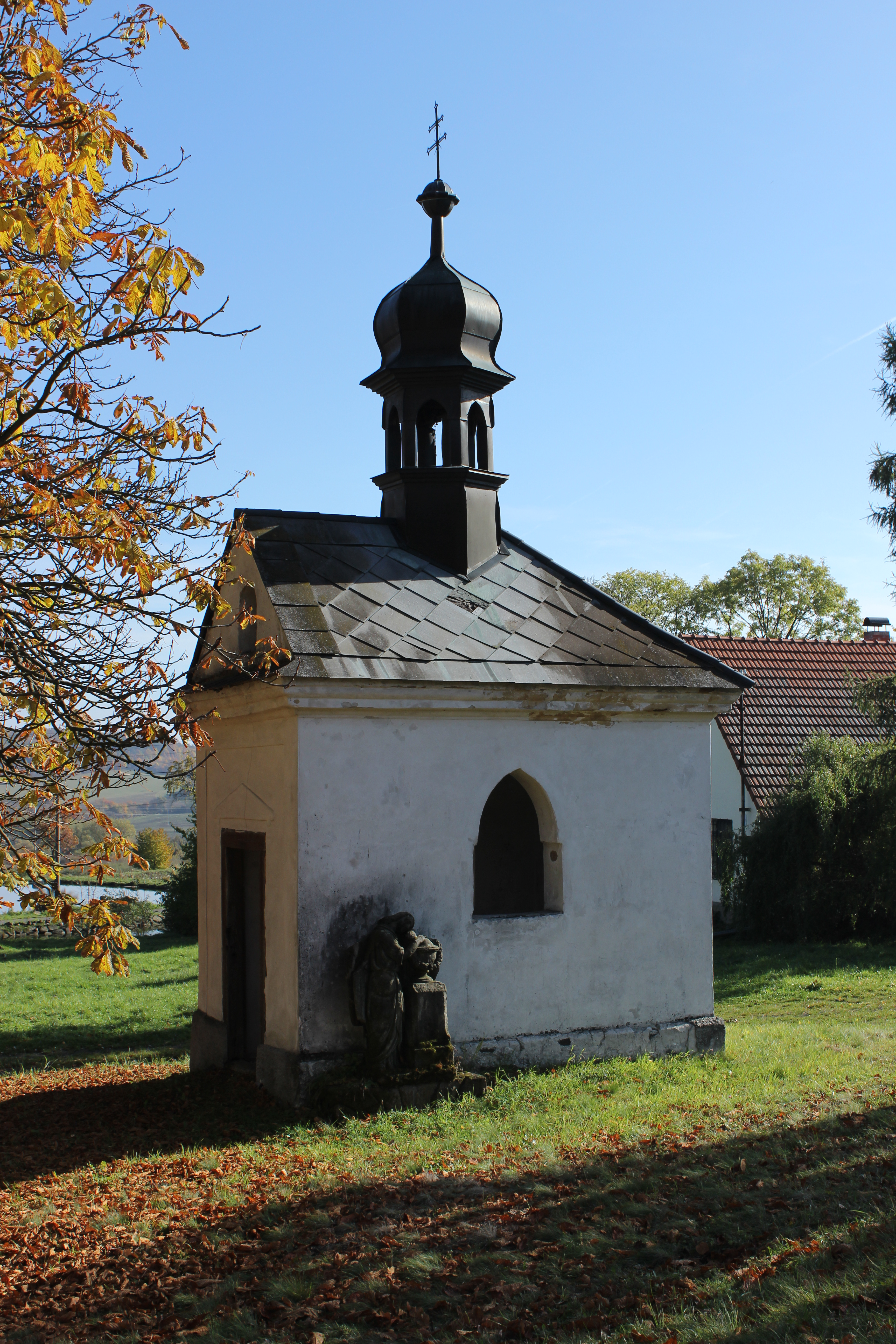
Kaplička
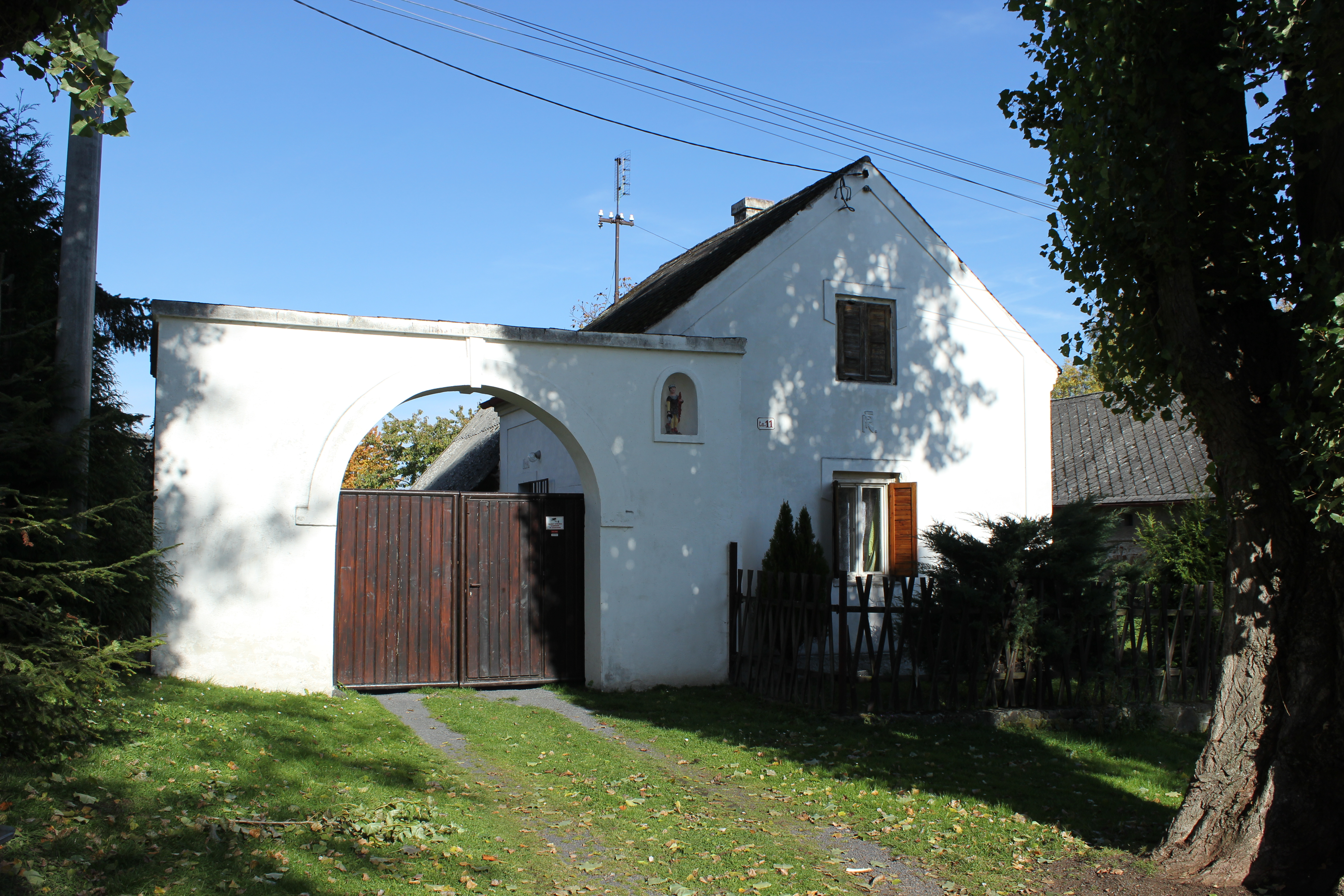
Dům čp. 11
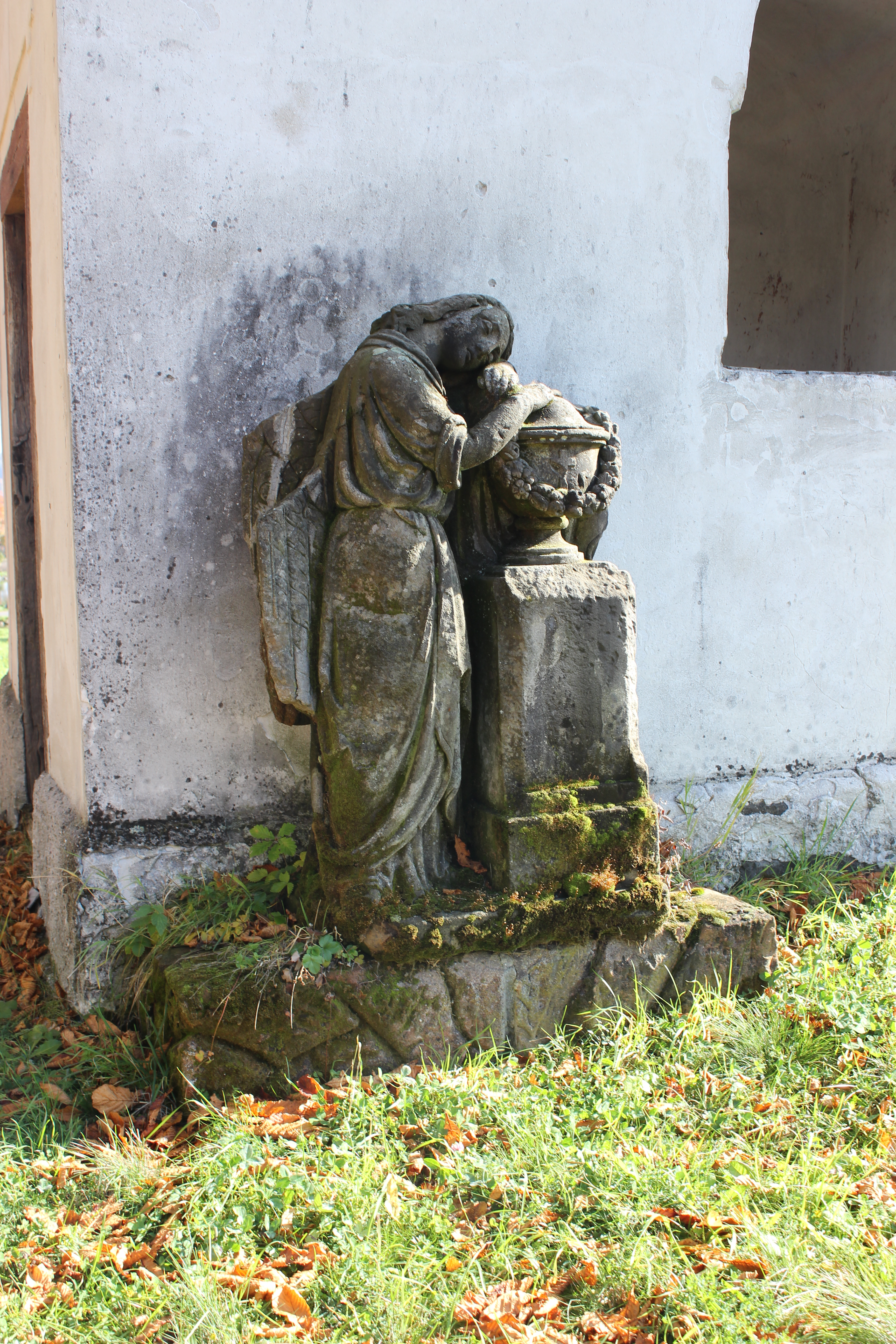
Socha u kapličky
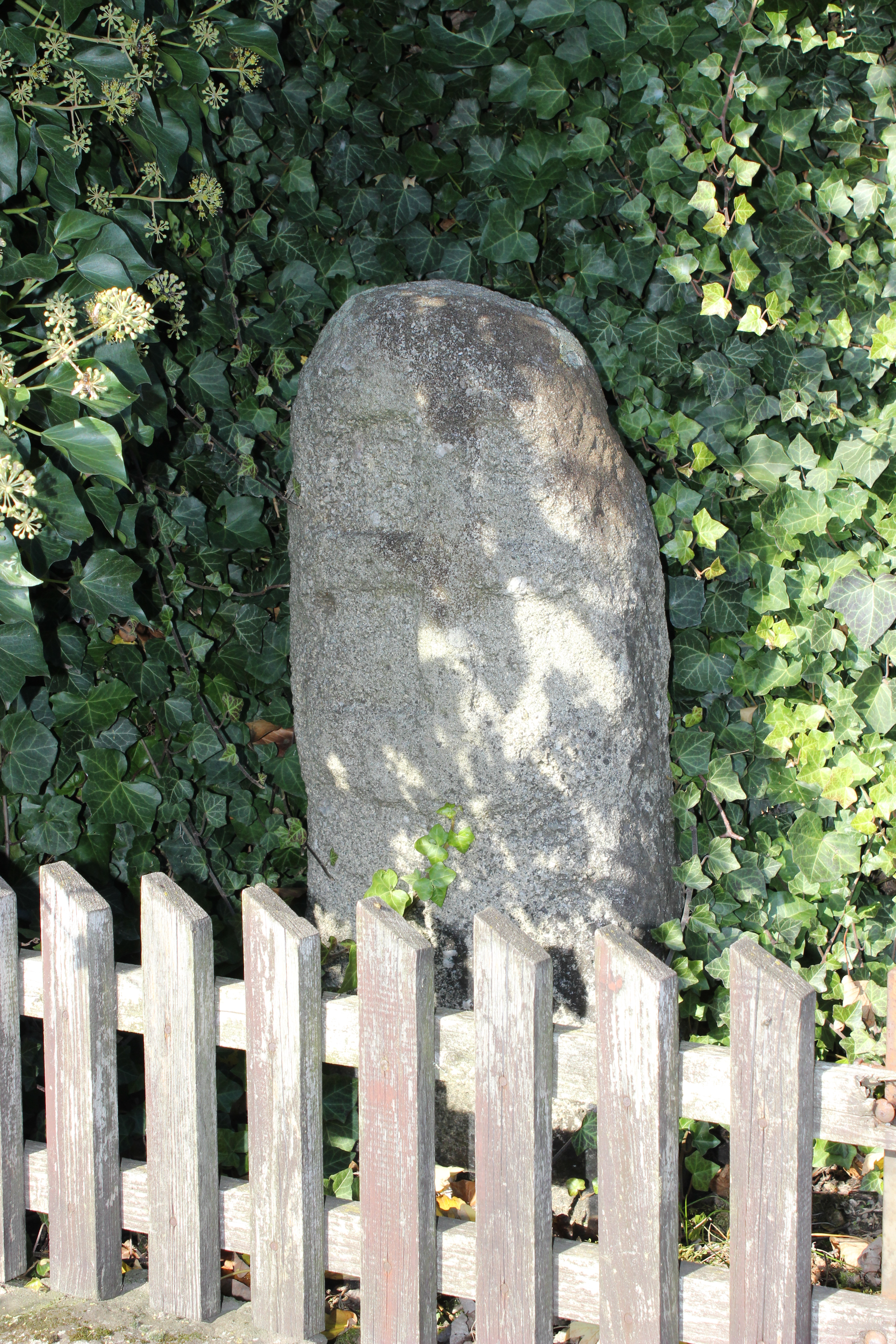
Památkově chráněný křížový kámen